# جاستن سادلر
جاستن سادلر (بالإنجليزية: Justin Sadler)‏ هو لاعب كرة قدم أمريكي في مركز الوسط، ولد في 29 أكتوبر 1982 في هاريسبرج في الولايات المتحدة. لعب مع نادي بان.